# Somogyi Pál (költő)
Somogyi Pál, 1949-ig Steiner (Kaposvár, 1894. május 23. – Kaposvár, 1980. október 17.) költő, író.

## Élete
Steiner Ignác házaló és Kundler Betti negyedik gyermekeként született izraelita családban. A hatosztályos elemi iskolát 1906-ban végezte el, majd kárpitosnak tanult. 1912-ben belépett a Magyarországi Szociáldemokrata Pártba és szakszervezeti tag lett. Az első világháború évei alatt kapcsolódott be a baloldali mozgalmakba. 1915 júniusában orosz hadifogságba esett, ahonnan 1918 decemberében hazaszökött. 1919-ben a Vörös Hadsereg politikai biztosa volt és tagja a Kaposvári Munkástanácsnak. A Tanácsköztársaság bukása után négyévi fegyházra ítélték, azonban 1920 júniusában megszökött a börtönből és a Vajdaságba költözött. 1921. május 1-jén a jugoszláv megszállás alatt álló Pécsett jelent meg első könyve. 1933 tavaszán kiutasították Jugoszláviából a baloldali sajtóban való tevékenykedéséért. Néhány hónapot Bécsben, Prágában és Berlinben töltött illegalitásban, majd a Nemzetközi Vörös Segély szervezetének köszönhetően eljutott a Szovjetunióba. 1930 és 1946 között Moszkvában élt, ahol folytatta írói tevékenységét és családot alapított. 1946-ban visszatért Magyarországra és Kaposváron telepedett le, ahol előbb kollégiumigazgató, majd a Somogy megyei tanács népművelési osztályvezetője volt. 1956-ban nyugdíjba ment utóbbi hivatalából, de újságíróként és íróként továbbra is dolgozott. 1960 és 1964 között a Somogyi Írás című lapot szerkesztette. Versei az 1920-as évektől kezdve jelentek meg hazai, valamint a moszkvai Új Hang és a Sarló és Kalapács című lapokban.

## Magánélete
Élettársa 1924 és 1932 között Kovács Anna munkásnő volt. 1934-ben Moszkvában nőül vette Gruber Klára tanárnőt, akitől megszületett lánya, Somogyi Erzsébet (1936–2024), aki később a kaposvári tanítóképző orosz-magyar szakos tanszékvezetője lett. Felesége 1945-ben elhunyt. 1962-ben Kaposváron feleségül vette korábbi élettársát.

## Főbb művei
- Terjed a tűz (versek, elbeszélés, Pécs, 1921)
- Átok-áldott tűz (versek, Újvidék, 1926)
- Játszani szeretnék (színmű 1 felvonásban, Új Előre)
- A díj (színmű 3 felvonásban, Újvidék, 1929)
- Jó ember (elbeszélés, Moszkva, 1940)
- Bár lenne láng (versek, Kaposvár, 1947)
- Magyar szemmel a szovjet ég alatt (elbeszélés, Kaposvár, 1948)
- Nagy iskola (regény, Szépirodalmi Könyvkiadó, Budapest, 1953)
- Tűz a Kapos mentén (kisregény, Kaposvár, 1959)
- Máglya (Életjel, Szabadka, 1971)
- Kiderült az ég (emlékirat, Szabadka, 1979)

## Díjai, elismerései
- Szocialista Hazáért Érdemrend
- Munka Érdemrend arany fokozata (1974)